# Daniel (prénom)
Pour les articles homonymes, voir Daniel.
Daniel est un nom  d'origine hébraïque (דָּנִיֵּאל) qui signifie « Jugement de Dieu » ou « Dieu est mon juge » (Dan : « Juge » et El : « Dieu »). En France, il est fêté le 11 décembre

## Variantes linguistiques
- Allemand de Suisse : Dani, Danue, Danü, Dany, Däne, Dänu (Berndeutsch)
- Anglais : Daniel, Dan, Danny
- Arabe, persan et turc : دانييل (Danyal, Daniyal)
- Breton: Daniel (i long), Deniel, Denoel
- Bulgare : Даниeл (Daniel)
- Gallois : Deiniol
- Hongrois : Dániel
- Italien : Daniele, et aussi Danilo et son féminin Daniela ou Danila
- Kazakh : Дәнияр, Данияр, Даниял (Daniar, Daniyar, Daniyal)
- Kirghize : Данияр (Daniyar)
- Néerlandais : Dhaenen, Dhaenens
- Ouzbek : Doniyor
- Poitevin : Daniau
- Portugais : Daniel ou Danilo
- Polonais : Daniel
- Roumain : Dan, Daniel, Dănuț, Danil et Danila
- Russe : Даниил (Daniil)
- Slovène, serbe, et quelques langues slaves : Danijel, Danilo

- Dérivés masculins français les plus fréquents : Dani, Dany[2].
- Formes féminines françaises les plus fréquentes : Danièle ou Danielle, Daniela[2].

La présence du prénom en Asie centrale vient possiblement de Tamerlan, qui fit transporter vers 1400 de Perse à Samarcande les reliques supposées du prophète Daniel, également reconnu comme prophète en islam. Un des fils de l'empereur moghol Akbar, lui-même descendant de Tamerlan, s'appelait Daniyal. Le prénom est également usité au Pakistan.

## Notoriété du nom en Occident
Le plus ancien porteur connu du nom en Occident est Daniel de Padoue (†168) en Vénétie, où les formes Daniel et Danieli sont encore concentrées de nos jours. La proximité de ce foyer avec le Piémont et les actuelles Alpes-Maritimes, où on trouve les variantes Danielli et Daniele, a pu conduire à une première introduction en France.
Il a connu un accès de popularité vers 490, au moment du décès du moine Daniel le Stylite à Constantinople. La présence de pèlerins bretons à cette époque en Asie Mineure pourrait être une hypothèse pour expliquer la présence du nom dans l'île de Bretagne où on rencontre Deiniol, fondateur vers 525 du monastère Bangor Fawr dans le Caernarvonshire et saint patron d’un des évêchés gallois. La très forte concentration de ce nom, comme d’un grand nombre de noms de l’Ancien Testament, au sud du pays de Galles est toutefois surtout due au mouvement non-conformiste qui naît après 1662 et atteint son apogée dans les années 1880, et dont les composantes congrégationaliste et baptiste font un usage identitaire pour se démarquer de l’Église anglicane à une époque où les noms de familles ne sont pas encore tous fixés. 
Une introduction en France à l’occasion de l’émigration des Bretons vers l’Armorique dans le courant du VIe siècle semble possible au vu de plusieurs toponymes du haut Moyen Âge et de l'existence de Daniel Drem Ruz comte de Cornouaille (†516), né au pays de Galles selon la Vie de Saint Méloir, et du fait qu’on le rencontre presque uniquement en Bretagne. Il a connu une mode soudaine aux XIe et XIIe siècles, les causes supposées pouvant en être le renouveau religieux du XIe siècle qui a conduit à un retour aux sources du christianisme, voire une influence des croisades qui ont introduit des noms bibliques et peut-être réactivé certains déjà usités. Sa popularité décroît dès le XIIIe siècle au moment où les noms de saints commencent à supplanter ceux de prophètes et de patriarches.
Une autre hypothèse est que les noms de l’Ancien Testament faisant partie du stock propre aux Britons dès le début de la christianisation il n’est pas nécessaire d’envisager une introduction d’Orient. Au haut Moyen Âge, ils sont surtout employés comme nom de clergie et donc très peu répandus. Leur mode en Bretagne au XIe serait due à la concomitance naissance/baptême consécutive au concile de Rouen de 1072 qui rend enfin possible le choix de noms religieux, les noms de saints restant réservés au clergé jusqu’au XIIe siècle. Le succès particulier du nom Daniel à cette époque de forte mortalité infantile illustrerait le vœu d’une survie de l’enfant à l’image du prophète qui avait survécu à l’épreuve de la fosse aux lions.
Comme patronyme, il est surtout présent dans les actuelles Côtes-d'Armor jusqu’aux années 1940 puis majoritaire dans le Morbihan .

## Popularité du prénom
Ce prénom est très répandu dès les premiers siècles de notre ère, puis décline du XVe au XVIIIe siècle. À partir de 1950 et jusqu'en 1980 il est très populaire aux États-Unis puis en Angleterre, où il a été au troisième rang des prénoms masculins. Avec plus de 350 000 occurrences entre 1940 et 2002, c'est, selon l'Insee, le dixième au palmarès des prénoms masculins en France pendant cette période (troisième rang au palmarès des prénoms en 1944). C'est en 1947 qu'il culmine et arrive en quatrième position avec plus de 21 000 attributions. Tombé en désuétude, il n'est plus utilisé qu'environ 200 fois par an dans les années 2000.

## Personnalités portant ce prénom
- Pour l'ensemble des articles sur les personnes portant ce prénom, consulter :
  - la liste des articles dont le titre commence par ce prénom
  - les listes produites par Wikidata : Liste des personnes de prénom « Daniel » — même liste en incluant les éventuels prénoms composés qui contiennent « Daniel ».